# Tramway de Sébastopol

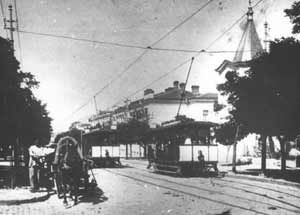
Le tramway de Sébastopol.

Le tramway de Sébastopol est un réseau de tramways desservant la ville de Sébastopol qui a été actif de 1898 à 1941. Il a comporté jusqu'à six lignes, pour un total de 26 kilomètres de voies. Entièrement détruit durant la Seconde Guerre mondiale, il n'a jamais été reconstruit.
La première ligne a été mise en service le 12 septembre 1898.

## Sources
- (uk) Cet article est partiellement ou en totalité issu de l’article de Wikipédia en ukrainien intitulé « Севастопольський трамвай » (voir la liste des auteurs).